# 費雷爾冰原島峰
83°54′S 54°53′W / 83.900°S 54.883°W
費雷爾冰原島峰（英語：Ferrell Nunatak）是南極洲的冰原島峰，位於伊利沙伯女皇地，處於埃爾默斯冰原島峰東北面9公里，屬於彭薩科拉山脈的一部分，美國地質調查局根據測量和該國海軍的空中照片繪入地圖，現時由南極條約體系管理。